# Курортне (Феодосійський район)
Куро́ртне (до 1950-х років — Ашаги́-Оту́з; крим. Aşağı Otuz) — селище в Україні, у складі Феодосійського району Автономної Республіки Крим. Адміністративно підпорядковане Щебетовській селищній раді. Населення — 316 осіб.
Селище розташоване на південному сході півострова на березі Чорного моря в приморській долині, оточеній хребтами Кара-Дага та Ечкі-Дага. Долина і схили прилеглих гір покриті лісами, садами і виноградниками. Є курортним містечком, звідси й походить назва населеного пункту.

## Історія
Курорт, що виник на початку XX століття, називали Нижній Отуз або Приморські Отузи за назвою річки Отуз, що впадає в цьому місці в море і розташованого за три кілометри вище по долині села Отуз (Щебетовка). У 1945 році під час масових перейменувань в Криму курорт отримав назву Кримське Примор'є, а в 1978 році ім'я Курортне і статус селища міського типу.

## Інфраструктура

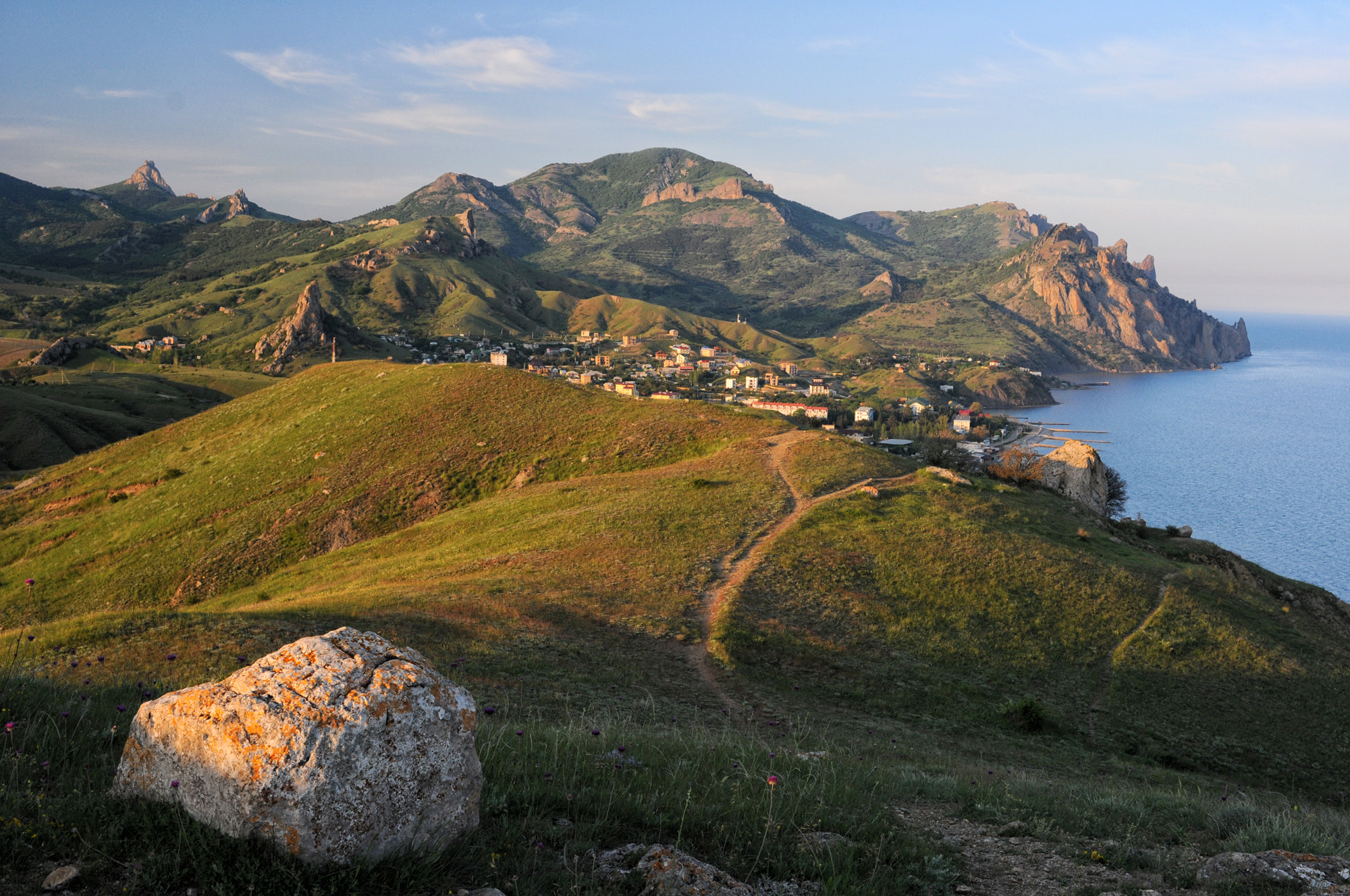
Вид на Курортне з Ечкідагу

На території Курортного відкриті мінеральні джерела. У радянські часи тут було побудовано декілька оздоровчих закладів, найбільший із них — «Кримське Примор'є». Останніми роками до них додалася багато приватних пансіонатів і елінгів. Відпочивальникам надається широкий спектр послуг — прокат устаткування та інвентарю для спортивних ігор, водні атракціони, тенісні корти, волейбольні і баскетбольні майданчики, різноманітні екскурсійні тури. У селищі декілька крупних універсальних магазинів, продуктовий ринок, багато маленьких кафе і барів.
Телефонний зв'язок забезпечується міжнародними картковими таксофонами, а транспортний — безліччю маршрутних автобусів. Найближча залізнична станція — Феодосія.
Поблизу селища розташована Карадазька біостанція (44°54′54″ пн. ш. 35°12′5″ сх. д. / 44.91500° пн. ш. 35.20139° сх. д.), створена в 1907 році. Зараз тут розміщується філія Інституту біології південних морів Національної Академії наук України і працює Карадазький дельфінарій.

## Галерея

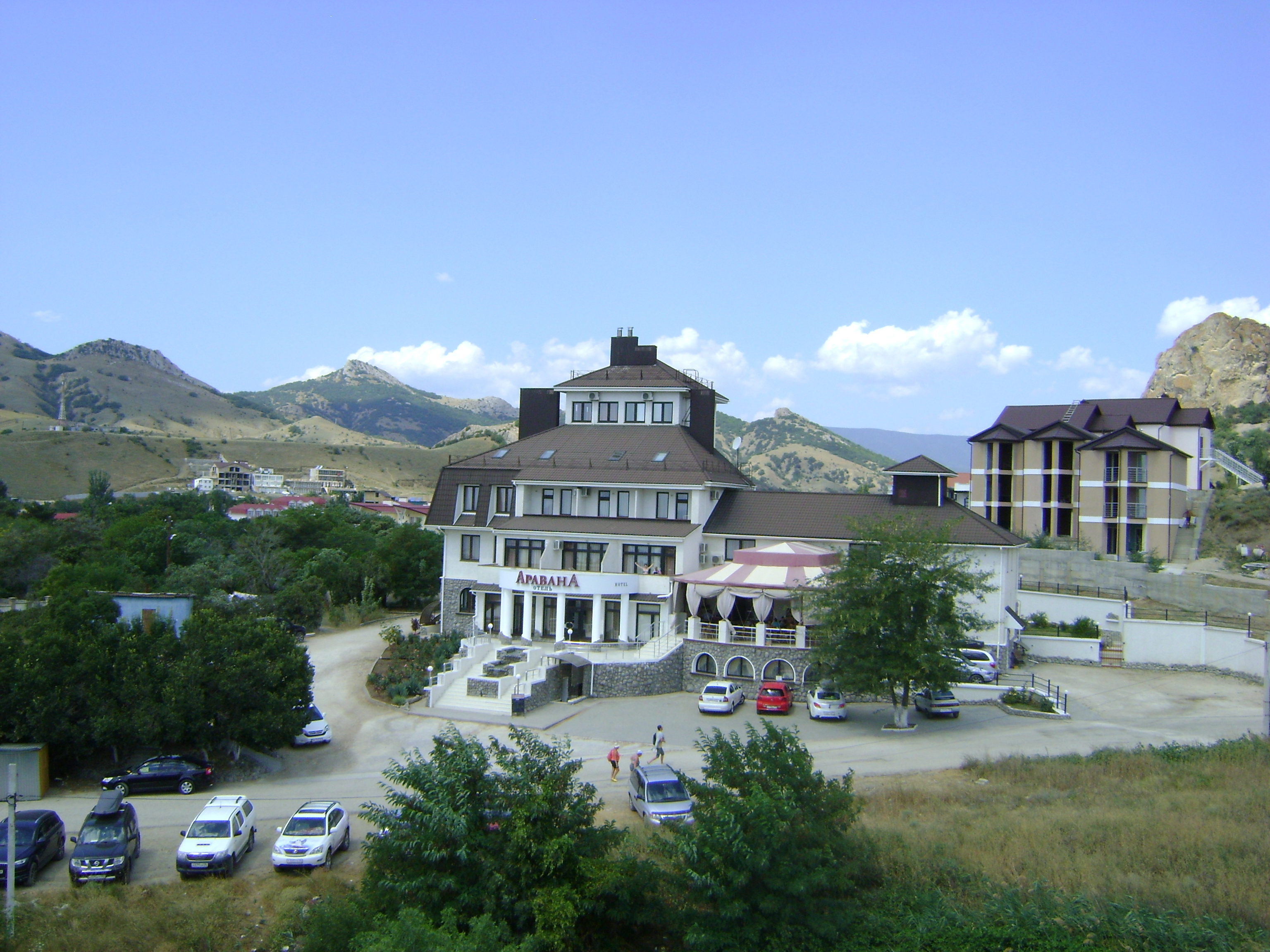
Готель «Аравана» у Курортному.
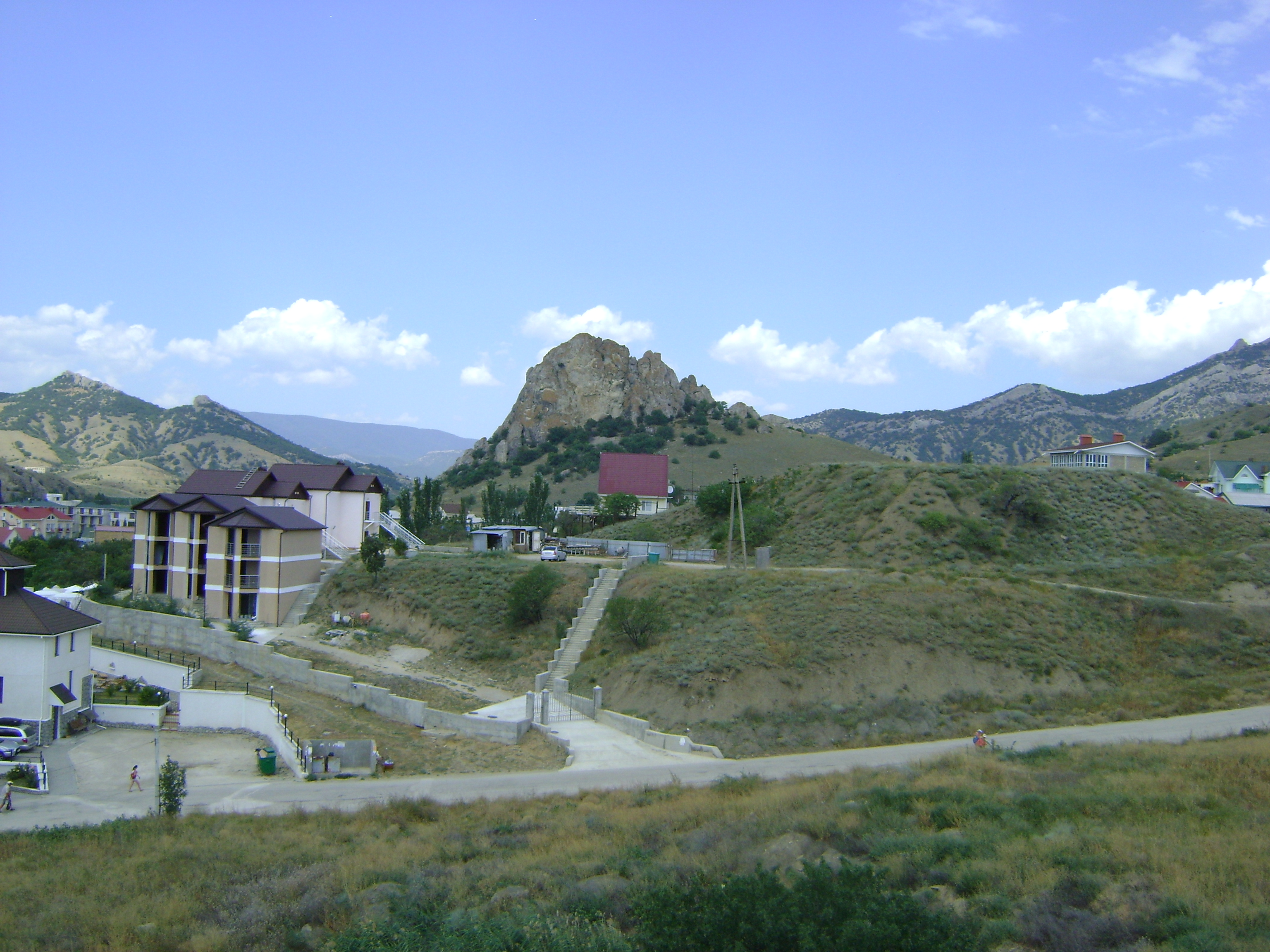
Вид на Курортне з узгір'я Карадагу.
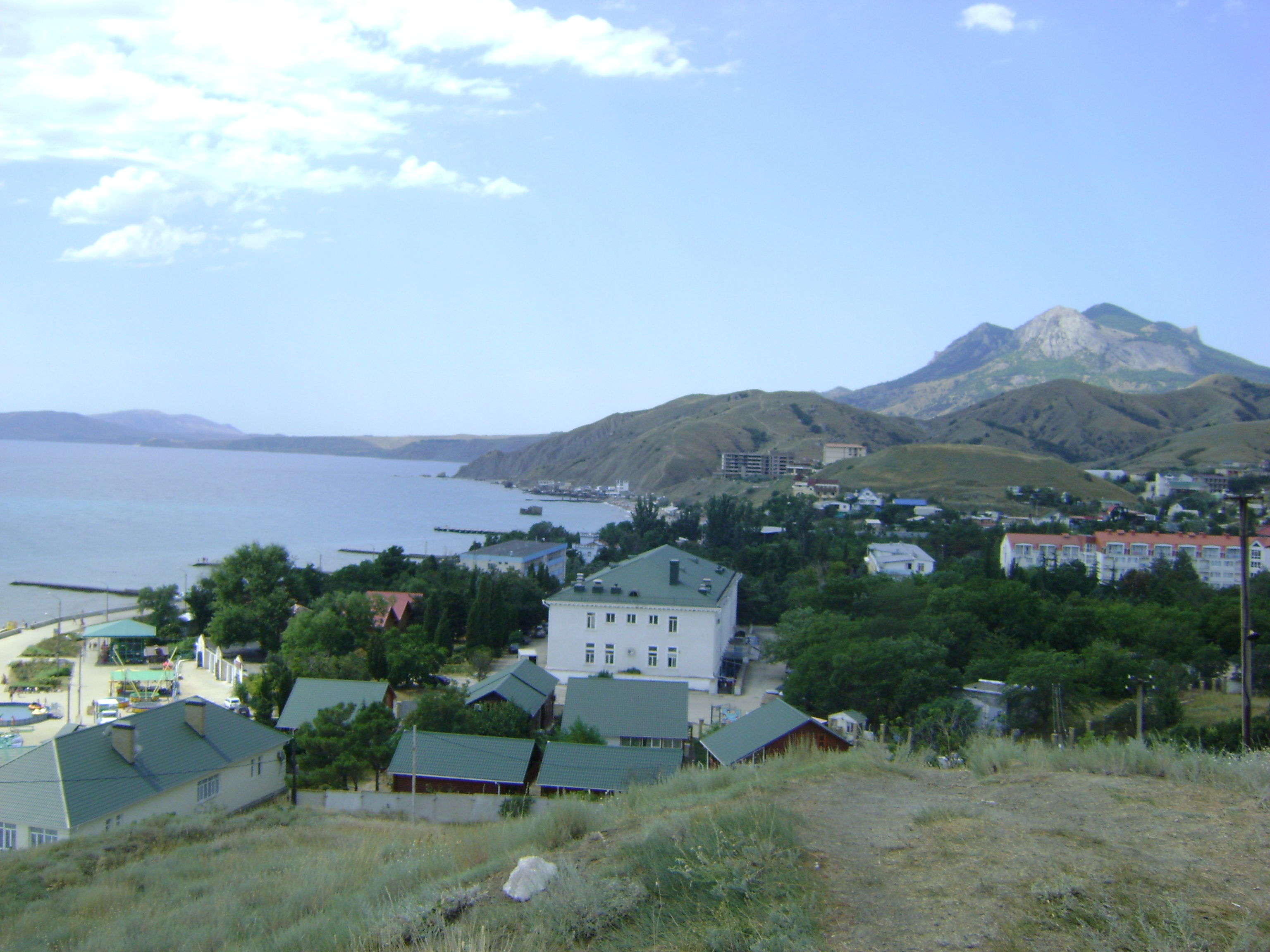
Санаторій «Кримське Примор'я»
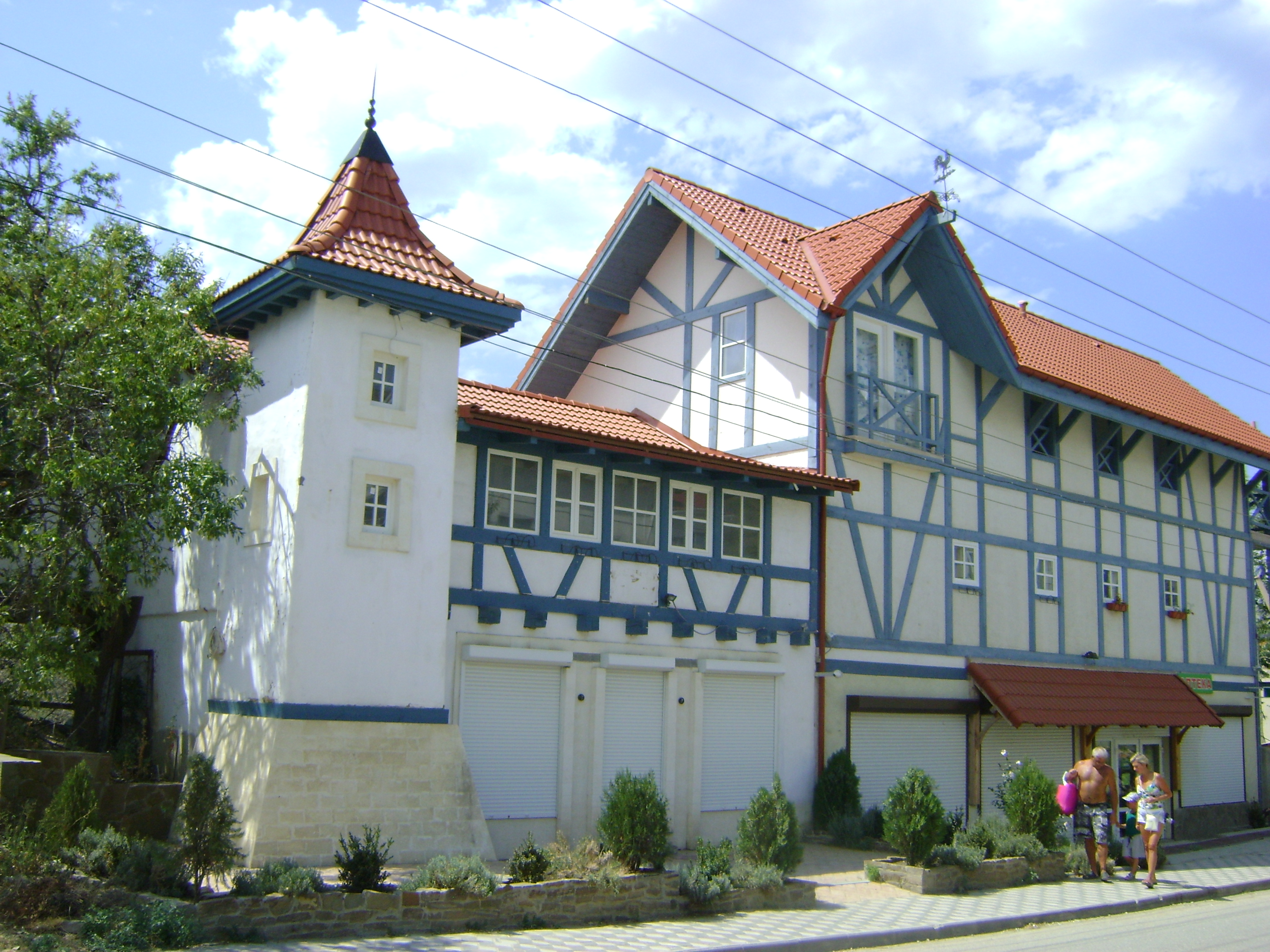
Аптека в будинку німецького стилю.
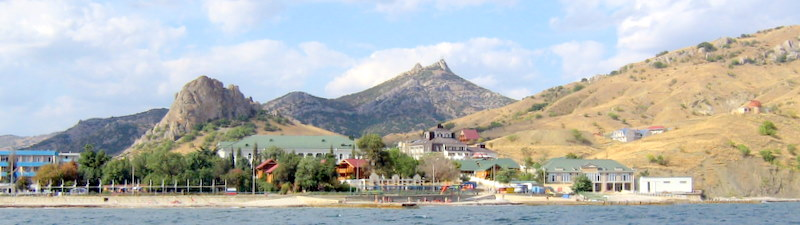
Вид на набережну селища з моря.